# Bobovica (Samobor)
Bobovica is een plaats in de gemeente Samobor in de Kroatische provincie Zagreb. De plaats telt 279 inwoners (2001).